# Pierre-Joseph Meifred
Pierre-Joseph Meifred (né le 22 novembre 1791 à Colmars et mort le 28 août 1867 à Paris) est un ancien élève des Arts et Métiers (Promotion Compiègne-Châlons-en-Champagne 1801). Son père décède lors de la campagne d'Italie mais son oncle Louis François Meifred est avocat au Parlement d'Aix.
Élève de Frédéric Duvernoy puis de Louis François Dauprat au Conservatoire de Paris, il obtint le premier prix de cor en 1818. Il devint ensuite professeur au Conservatoire, en 1833 où il enseigna jusqu'à sa retraite en 1864. 
Il est réputé pour avoir perfectionné le cor à pistons avec le facteur d'instruments Jacques Christophe Labbaye avec l'implémentation des coulisses d'accord pour chaque piston et plus tard avoir travaillé avec un de ses élèves J. L. Antoine Halary à l'invention du troisième piston ascendant. 
Une de ses œuvres pérennes est sa Méthode de cor chromatique, ou cor à pistons (1840), première méthode pour cor à pistons. Il est aussi très largement à l'origine de la SACEM et de la société des ingénieurs Arts et Métiers (1846).